# Malte Aarup-Sørensen
Malte Aarup-Sørensen (født 29. september 1988 i Skive) er en dansk trommeslager, som indtil 2011 spillede på trommer i bandet Dúné. Han var med på gruppens to første albums. Han har, som resten af bandet, medvirket i filmen Stages. Malte forlod bandet i maj 2011 
Aarup-Sørensen gik på Skivehus Skole 1994-2003 og i 10. klasse på Mellerup Musikefterskole 2004-2005 sammen med Cecilie Dyrberg. Han tog sin ungdomsuddannelse på Skive Gymnasium og HF, og blev student i 2008.[kilde mangler]